# Mystérieuse : matin, midi et soir
Mystérieuse : matin, midi et soir est une adaptation libre en bande dessinée de L'Île mystérieuse de Jules Verne réalisée par Jean-Claude Forest et publiée en 1971 dans les journaux Linus et Pif Gadget. Régulièrement redécouverte, c'est « l'une des œuvres majeures » de son auteur.

## Une bande dessinée au destin complexe
En 1970, Jean-Claude Forest, devenu très célèbre dans les années 1960  avec Barbarella, décide d'adapter L'Île mystérieuse de Jules Verne. Désireux de toucher un public d'enfants et de jeunes adolescents, il contacte Pif Gadget, où il s'était fait connaître vingt ans plus tôt avec des histoires humoristiques. Tandis qu'une traduction de l'histoire paraît dans le mensuel italien Linus à partir de janvier, deux épisodes de vingt planches de Mystérieuse matin, midi et soir paraissent dans l'hebdomadaire français en avril et mai 1971. Le troisième épisode n'est jamais publié, le récit ne convenant pas au public visé par le périodique. 
Toutefois, la SERG fait paraître une version complète en album dès l’année suivante, permettant ainsi au public francophone de lire les 61 pages de l'histoire dans leur intégralité. En 1982, Dargaud publie une version coloriée par Danie Dubos. En 1993, en vue d'une nouvelle édition, Forest retouche ses dessins, conformément à son habitude. Le projet échoue avant d'être repris en 2004 par l’Association, qui était désireuse de rendre de nouveau disponible une œuvre majeure de la bande dessinée d'expression française.

## Une histoire de science-fiction originale
En 4880 sur la planète Maurice, cinq voyageurs fuient la guerre à bord d’un vieil aérostat. Tentant de traverser l’océan jaune, ils sont pris au milieu d’une tempête et l’un des passagers, le docteur Alizarine, tombe à la mer. Les autres voyageurs parviennent à aborder un rivage où ils retrouvent le docteur Alizarine, mystérieusement sauvé des eaux et ayant tout oublié de son sauvetage. Ils partent alors explorer leur environnement et découvrent qu’ils sont naufragés sur une île en forme de point d’interrogation, qu’ils baptisent île Pourquoi. Cette île est dominée par un arbre gigantesque, de la variété des arbres minuit, dans lequel vit une faune fantastique. Entre ses branches, une accumulation d’eau forme un lac dans lequel l’animal familier du docteur plonge se baigner. Il est attaqué par une bête féroce mais ressort de l’eau miraculeusement indemne tandis que le cadavre d'un monstre est retrouvé sur la berge. Peu à peu, les naufragés prennent conscience qu'une présence les accompagne sur cette île.
La suite de la bande dessinée suit presque exactement la trame du roman de Jules Verne, avec la découverte d'un autre naufragé, et l'arrivée des pirates. Jean-Claude Forest y rajoute l'arrivée d'une jeune fille. Plus tard, on révèle que la mystérieuse présence qui se trouve dans l'île Pourquoi n'est autre que Barbarella, une Barbarella qui a un peu vieilli et qui reprend ici le rôle que tenait le capitaine Nemo dans le roman original.

## Analyse

### Une bande dessinée pour enfants?
Parue initialement en France dans Pif Gadget, hebdomadaire destiné à un public enfantin, Mystérieuse matin, midi et soir « n'est en aucun cas une œuvre « pour enfants », si cette expression est entendue dans un sens restrictif ». En effet, Forest, qui avait créé à partir de 1952 dans Vaillant de nombreuses bandes dessinées pour enfants, réalistes ou humoristiques (Le Piège, Charlot, Copyright, etc.), était passé par la bande dessinée adulte dans les années 1960, et revenait au début des années 1970 dans Pif « en pleine possession de ses moyens créatifs », « ne bridant en rien son imagination ». Si Forest emploie à destination d'un jeune public les mêmes moyens graphiques, la même liberté narrative que dans ses œuvres pour adultes, c'est qu'il se fait une haute idée de la bande dessinée pour enfant et désire dépasser la différenciation alors en formation des deux types de publics. L'arrêt de la publication dans Pif après deux livraisons alors que Linus publie en entier l'histoire et le fait que le premier album soit publié par la SERG, éditeur qui, tel Éric Losfeld et Kesselring, ne publiait que des histoires pour adultes, montrent que l'objectif de Forest était trop novateur.

### Verne revisité
Mystérieuse matin, midi et soir n'est pas la première adaptation d'ouvrage littéraire réalisée par Forest. Cependant, elle « marque une rupture » dans son travail, en étant son premier travail assez éloigné du texte d'origine, dont seule la trame générale a été conservé : arrivée d'un groupe d'hommes sur une île déserte après une tempête, aide d'un mystérieux protecteur (qui est un ancien personnage de l'auteur), groupe attaqué par des pirates, explosion volcanique qui engloutit tout, sauvetage in extremis. Au-delà, transpositions et transformations sont omniprésentes, à la fois du côté de la réinterprétation du roman de Verne et de celui du développement des « obsessions récurrentes » de Forest.
Ainsi, l'histoire est transposée dans un contexte de science-fiction afin d'éviter la contextualisation laborieuse des premières pages de L'Île mystérieuse, les longs développements scientifiques du romancier décrivant l'île sont repris par le dessin, ou traités via une « onomastique décalée », l'éloge vernien d'une lente mais glorieuse réinvention de la civilisation occidentale portée par l'ingénieur Cyrus Smith devient une « robinsonnade onirique » et labyrinthique bien peu positiviste dominée par Petit Paul, où une certaine sensibilité écologiste se fait parfois jour.
Du rêve enfantin d'une l'île mystérieuse au roman positiviste vernien, l'histoire est ramenée par Forest à son origine onirique. L'édition en couleurs de 1982 renforce ce glissement par l'emploi d'« une gamme de couleurs résolument éloignée de tout réalisme, où dominent le violet, le bleu et le vert ».

## Publications en français

### Revues
- Pif Gadget no 111 et 115, Vaillant éditions, 1971. Les deux premiers épisodes seulement.

### Albums
- SERG, octobre 1972
- Dargaud, avec Danie Dubos (couleurs), coll. « Histoires fantastiques », mai 1982
- L'Association, coll. « Éperluette », octobre 2004